# Hughie Fury
Hughie Lewis Fury (Stockport, Gran Mánchester, 18 de septiembre de 1994) es un boxeador británico. Ha sido aspirante al título de peso pesado de OMB en 2017. Como aficionado, representó a Inglaterra en el Campeonato Mundial Juvenil de 2012, ganando una medalla de oro en la división de súper peso pesado y convirtiéndose en el primer boxeador británico en hacerlo.

## Biografía
Hughie Lewis Fury nació el 18 de septiembre de 1994 en Stockport, Gran Mánchester, Inglaterra, en una familia de herencia de viajeros irlandeses. Él es el primo de Tyson Fury, ambos han declarado que pretenden convertirse en "los nuevos Klitschkos" y dominar la división de los pesados. Ambos son entrenados por el padre Hughie, Peter Fury. Peter fue encarcelado dos veces durante la infancia de Hughie.

## Carrera amateur
En 2012, Fury representó a Inglaterra en el Campeonato Mundial Juvenil de Boxeo Amateur en Ereván. Fury ganó una medalla de oro en superpesado y se convirtió en el primer luchador británico en ganar una en esa categoría de peso en dicho evento.

## Carrera profesional
Fury se convirtió en profesional a la edad de 18 años, el año siguiente a su victoria en la medalla de oro en el Campeonato Mundial Juvenil de Aficionados. Peleó en el Bell Centre de Montreal en la cartelera de Stevenson-Boon II el 22 de marzo de 2013, contra el boxeador de 34 años David Whittom en una pelea programada a cuatro asaltos. Fury ganó por nocaut en el segundo asalto. Su segundo combate profesional tuvo lugar un mes más tarde en el Madison Square Garden Theatre en la ciudad de Nueva York en la cartelera de su primo, la pelea de Tyson Fury contra Steve Cunningham. Derrotó al estadounidense Alex Rozman en el primer asalto. Fury luchó en el Reino Unido por primera vez en mayo en el Ayuntamiento de Belfast en una victoria por decisión de puntos contra el ugandeses Moses Matovu. El árbitro John Lowey anotó 40-36 a favor de Fury. Diez días después de la victoria en los puntos, Fury viajó a Rumania para pelear en la Sala Olympia de Timişoara en un espectáculo no sancionado derrotando a Janos Finfera. Fury peleó dos veces en junio venciendo a Ladislav Kovarik por nocaut técnico, y luego derrotó a Tomás Mrazek por decisión de puntos 60-54. Fury peleó dos veces más en julio, venciendo a Ivica Perkovic, de 39 años, y luego ganó por puntos a Moses Matovu por segunda vez.

### Fury vs. Kassi
Se anunció el 13 de abril de 2016 que Billy Joe Saunders había sufrido una lesión y no formaría parte en la tarjeta el 30 de abril, moviendo así la lucha de Fury contra Fred Kassi (18-4-1, 10 KO) como cabeza de cartel en el Copper Box Arena. En su primera pelea por el título, Fury reclamó el vacante título de peso pesado Intercontinental de la OMB superando a Kassi por decisión técnica. La pelea fue a las tarjetas después de siete rondas después de un choque accidental de cabezas que dejó a Fury con una herida en el ojo izquierdo. Fury fue fuertemente abucheado durante la pelea. Fury estaba por delante en todas las tarjetas de los jueces por un margen cómodo (69-66, 70-64 y 69-65). Fury extendió su racha invicta a 20 victorias y ninguna derrota desde que se convirtió en profesional en 2013.

### Fury contra Parker
En diciembre de 2016, después de la victoria por el título de peso pesado de la OMB de Joseph Parker, Fury, clasificado en el número 2 por la OMB, estaba en disputa para pelear contra él próximamente. David Haye, clasificado número 1 por la Organización Mundial de Boxeo, decidió entablar una lucha de pago por visión con su compatriota británico Tony Bellew, convirtiendo a Fury en retador obligatorio. Fury quería que la pelea tuviera lugar en el Reino Unido, mientras que Parker prefería que fuera en Nueva Zelanda. El 25 de enero de 2017, la OMB ordenó que se realizara una oferta monetaria el 1 de febrero, con una oferta mínima de $ 1millón. Parker recibiría la mayor cantidad de la división 60/40. Se llegó a un acuerdo antes de que la OMB ordenara la oferta del monedero. Un día antes de las ofertas de cartera programadas, la OMB lo retrasó dos días, para tener lugar el 3 de febrero.
Fury no logró capturar su primer título mundial después de que Parker lo ganara. La pelea fue a la distancia de 12 asaltos, con dos jueces que anotaron la pelea 118-110 a favor de Parker y el tercer juez lo tuvo 114-114, otorgando a Parker la victoria por decisión mayoritaria. Parker mostró respeto a Fury durante toda la pelea, teniendo que superar el jab de Fury para poder aterrizar cualquier cosa. En las primeras seis rondas vio a Fury lanzar su jab en el aire, lo que hizo que Parker pensara dos veces antes de atacar. Parker comenzó a encontrar sus tiros en la segunda mitad. Parker terminó fuerte en las últimas dos rondas cuando Fury comenzó a mostrar signos de fatiga. En la pelea posterior, Parker dijo: "Sentí que la agresión era buena de mi lado. Era realmente incómodo y su movimiento era bueno, pero lo atrapé con los golpes más duros que sentí". A Fury le pagaron £ 750,000, mientras que Parker se llevó a casa £1.1 millones.

## Récord profesional
| 26 Ganadas (15 KOs), 3 Derrotas |        |                    |      |              |                          |                                                                   |                                                               |
| Res.                            | Record | Oponente           | Tipo | Rd., Tiempo  | Datos                    | Localidad                                                         | Notas                                                         |
| Victoria                        | 26-3   | Christian Hammer   | RTD  | 5 (12), 3:00 | 16 de octubre de 2021    | Newcastle Arena, Newcastle                                        | Hammer se retiró de la pelea por una lesión en el bíceps.     |
| Victoria                        | 25-3   | Mariusz Wach       | UD   | 10           | 12 de diciembre de 2020  | Wembley Arena, Wembley                                            |                                                               |
| Victoria                        | 24-3   | Pavel Sour         | TKO  | 3 (10), 0:24 | 7 de marzo de 2020       | Manchester Arena, Mánchester                                      |                                                               |
| Derrota                         | 23-3   | Alexander Povetkin | UD   | 12           | 31 de agosto de 2019     | O2 Arena, Greenwich                                               |                                                               |
| Victoria                        | 23–2   | Samuel Peter       | TKO  | 7 (12), 2:11 | 12 de julio de 2019      | King Abdullah Sports City, Jeddah                                 |                                                               |
| Victoria                        | 22–2   | Chris Norrad       | KO   | 2 (10), 1:51 | 25 de mayo de 2019       | Victoria Warehouse, Trafford Road, Mánchester                     |                                                               |
| Derrota                         | 21–2   | Kubrat Pulev       | UD   | 12           | 27 de octubre de 2018    | Arena Armeec, Sofia, Bulgaria                                     |                                                               |
| Victoria                        | 21–1   | Sam Sexton         | TKO  | 5 (12), 2:03 | 12 de mayo de 2018       | Bolton Whites Hotel, Bolton, Reino Unido                          | Gana el título BBBofC British del peso pesado.                |
| Derrota                         | 20–1   | Joseph Parker      | MD   | 12           | 23 de septiembre de 2017 | Manchester Arena, Mánchester, Reino Unido                         | Por el título mundial de la WBO del peso pesado.              |
| Victoria                        | 20–0   | Fred Kassi         | TD   | 7 (12), 2:08 | 30 de abril de 2016      | Copper Box Arena, Londres, Reino Unido                            | Gana el título vacante WBO Inter-Continental del peso pesado. |
| Victoria                        | 19–0   | Dominick Guinn     | PTS  | 10           | 26 de marzo de 2016      | Wembley Arena, Londres, Reino Unido                               |                                                               |
| Victoria                        | 18–0   | Larry Olubamiwo    | TKO  | 1 (10), 1:46 | 5 de diciembre de 2015   | Westcroft Leisure Centre, Carshalton, Reino Unido                 |                                                               |
| Victoria                        | 17–0   | Emilio Zarate      | KO   | 2 (10), 1:05 | 14 de noviembre de 2015  | City Academy Sports Centre, Bristol, Reino Unido                  |                                                               |
| Victoria                        | 16–0   | George Arias       | PTS  | 10           | 25 de julio de 2015      | Derby Arena, Derby, Reino Unido                                   |                                                               |
| Victoria                        | 15–0   | Andriy Rudenko     | UD   | 10           | 21 de febrero de 2015    | Salle des Etoiles, Monte Carlo, Monaco                            |                                                               |
| Victoria                        | 14–0   | Danny Hughes       | PTS  | 10           | 10 de mayo de 2014       | Ponds Forge, Sheffield, Reino Unido                               |                                                               |
| Victoria                        | 13–0   | Matthew Greer      | TKO  | 2 (6), 2:37  | 15 de febrero de 2014    | Copper Box Arena, Londres, Reino Unido                            |                                                               |
| Victoria                        | 12–0   | David Gegeshidze   | TKO  | 4 (8), 2:14  | 8 de noviembre de 2013   | City Academy Sports Centre, Bristol, Reino Unido                  |                                                               |
| Victoria                        | 11–0   | Hrvoje Kisicek     | PTS  | 6            | 13 de octubre de 2013    | Hermitage Leisure Centre, Whitwick, Reino Unido                   |                                                               |
| Victoria                        | 10–0   | Dorian Darch       | PTS  | 6            | 29 de septiembre de 2013 | York Hall, Londres, Reino Unido                                   |                                                               |
| Victoria                        | 9–0    | Shane McPhilbin    | RTD  | 1 (8), 3:00  | 14 de septiembre de 2013 | Magna Science Adventure Centre, Rotherham, Reino Unido            |                                                               |
| Victoria                        | 8–0    | Moses Matovu       | PTS  | 4            | 21 de julio de 2013      | WonderWorld Xscape, Milton Keynes, Reino Unido                    |                                                               |
| Victoria                        | 7–0    | Ivica Perkovic     | RTD  | 5 (6), 3:00  | 12 de julio de 2013      | Fairways Hotel, Dundalk, Irlanda                                  |                                                               |
| Victoria                        | 6–0    | Tomas Mrazek       | PTS  | 6            | 15 de junio de 2013      | Epic Centre, Norwich, Reino Unido                                 |                                                               |
| Victoria                        | 5–0    | Ladislav Kovarik   | TKO  | 1 (4), 1:37  | 8 de junio de 2013       | Bluewater, Stone, Reino Unido                                     |                                                               |
| Victoria                        | 4–0    | Janos Finfera      | TKO  | 2 (4)        | 24 de mayo de 2013       | Sala Olimpia, Timișoara, Rumanía                                  |                                                               |
| Victoria                        | 3–0    | Moses Matovu       | PTS  | 4            | 14 de mayo de 2013       | City Hall, Belfast, Irlanda del Norte                             |                                                               |
| Victoria                        | 2–0    | Alex Rozman        | TKO  | 1 (4), 2:26  | 20 de abril de 2013      | The Theater at Madison Square Garden, New York City, New York, US |                                                               |
| Victoria                        | 1–0    | David Whittom      | TKO  | 2 (4), 1:49  | 22 de marzo de 2013      | Bell Centre, Montreal, Quebec, Canadá                             |                                                               |